# Orbais-l’Abbaye
Orbais-l’Abbaye ist eine französische Gemeinde mit 523 Einwohnern (Stand 1. Januar 2022) im Département Marne in der Region Grand Est (vor 2016 Champagne-Ardenne). Sie gehört zum Arrondissement Épernay und zum Kanton Dormans-Paysages de Champagne.

## Geografie
Orbais-l’Abbaye liegt etwa 30 Kilometer südwestlich von Reims. Umgeben wird Orbais-l’Abbaye von den Nachbargemeinden La Ville-sous-Orbais im Norden und Westen, Suizy-le-Franc im Osten, La Chapelle-sous-Orbais im Süden sowie Margny im Südwesten.

## Bevölkerungsentwicklung
| Jahr                       | 1962 | 1968 | 1975 | 1982 | 1990 | 1999 | 2006 | 2011 | 2018 |
| -------------------------- | ---- | ---- | ---- | ---- | ---- | ---- | ---- | ---- | ---- |
| Einwohner                  | 711  | 726  | 655  | 617  | 602  | 567  | 578  | 260  | 550  |
| Quellen: Cassini und INSEE |      |      |      |      |      |      |      |      |      |

## Sehenswürdigkeiten
- Kloster Orbais, um 680 durch Rieul von Reims (Saint-Réole) gegründet, mit der Abteikirche Saint-Pierre-Saint-Paul, Ende des 12. Jahrhunderts erbaut (durch Jean d’Orbais, dem Erbauer der Kathedrale von Reims), seit 1840 Monument historique
- Turm Saint-Réole
- Schloss Orbais

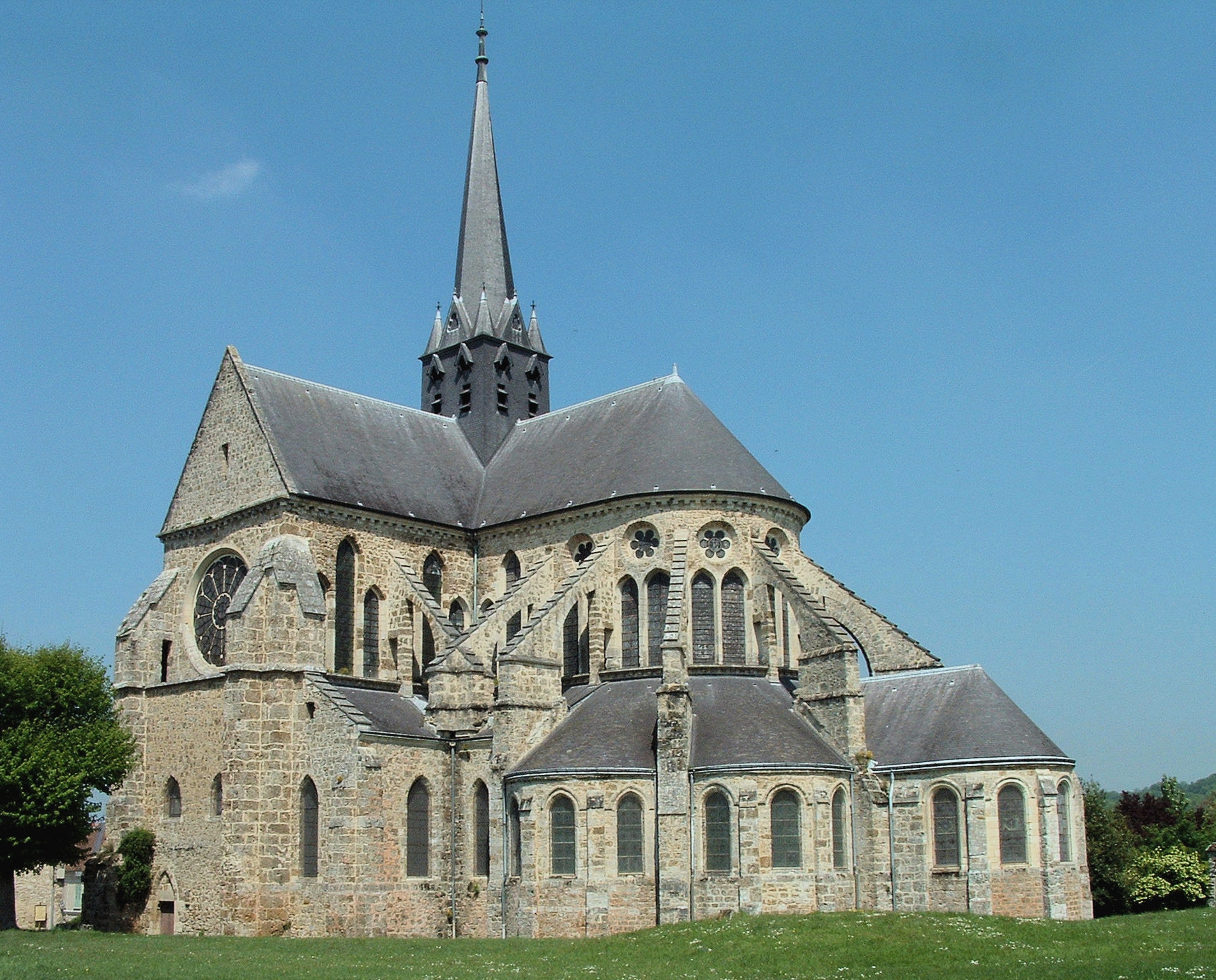
Klosterkirche Saint-Pierre-Saint-Paul
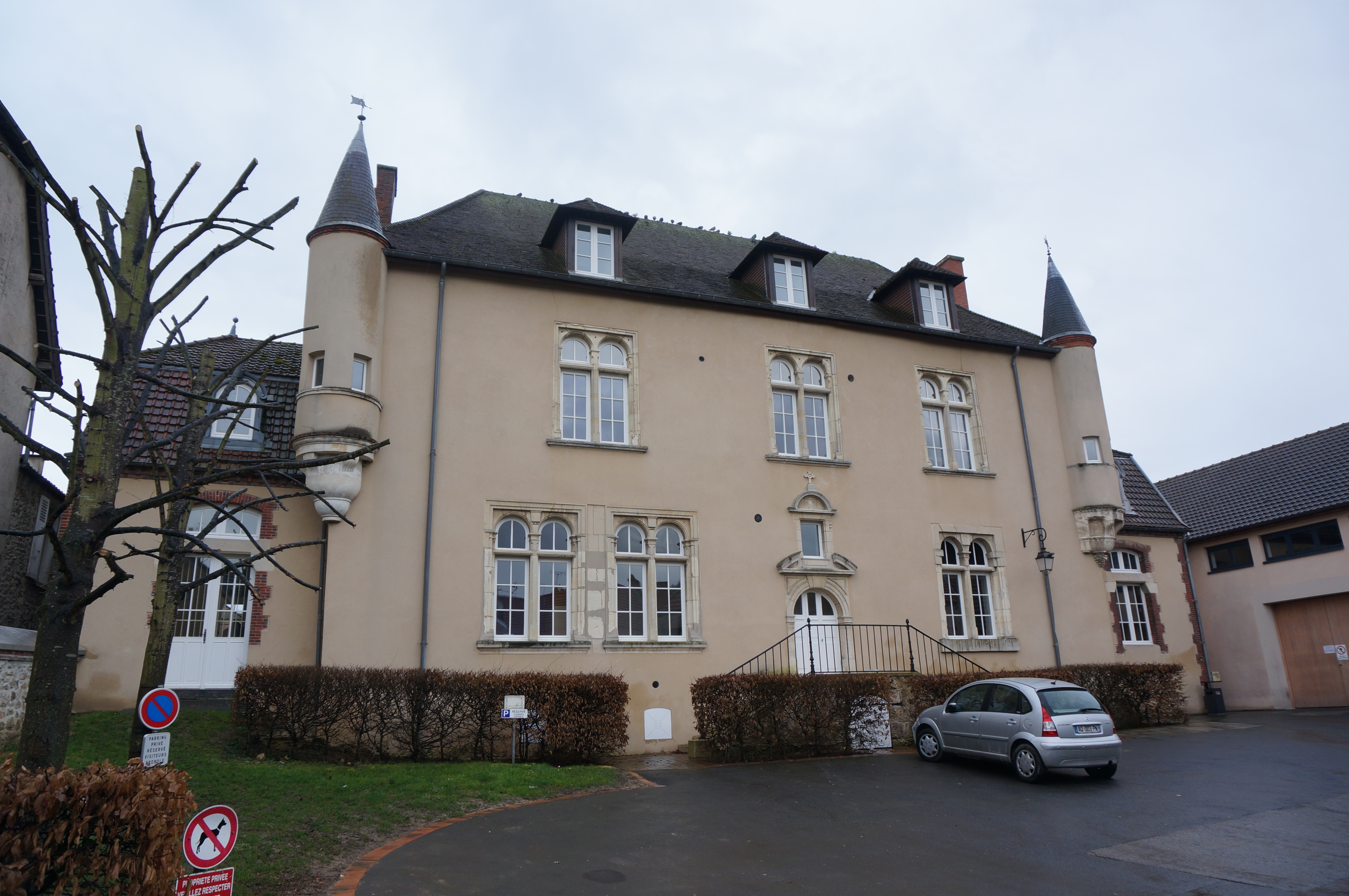
Schloss Orbais

## Gemeindepartnerschaft
Mit der belgischen Ortschaft Orbais in der Gemeinde Perwez (Wallonien) besteht eine Partnerschaft.